# Lürssen Maritime Beteiligungen
Die Lürssen Maritime Beteiligungen GmbH & Co. KG ist die Konzernmutter und höchste Konsoldierungsebene eines insbesondere im Yacht- und Marineschiffbau aktiven Werftenverbunds.
Keimzelle der Unternehmensgruppe ist eine 1875 durch Friedrich Lürßen in Aumund bei Bremen gegründete Bootswerft, aus der sich die Fr. Lürssen Werft mit ihren beiden wesentlichen Standbeinen Yacht- und Marineschiffbau entwickelte. 2021 wurden der Yacht- und der Marineschiffbau organisatorisch und rechtlich getrennt. Seitdem besteht die nach wie vor im Besitz der Nachkommen des Gründers befindliche Lürssen-Gruppe aus den beiden rechtlich selbständigen Unternehmen Fr. Lürssen Werft GmbH & Co. KG (Yachtbau) und NVL B.V. & Co. KG (NVL steht für Naval Vessels Lürssen), die wiederum weitere, operativ tätige Tochtergesellschaften unterhalten.